# Robert Lucas (3e baron Lucas)
Pour les articles homonymes, voir Robert Lucas (homonymie).
 (octobre 2019).
Robert Lucas, 3e baron Lucas (c.1649 - 31 janvier 1705) est un noble et un officier de l'armée anglaise.

## Biographie
Partisan de Guillaume III pendant la Glorieuse Révolution, il est nommé connétable de la Tour de Londres par la Chambre des lords pour remplacer George Legge, nomination ultérieurement confirmée par le roi. Il sert dans les campagnes flamandes de William pendant la guerre de la Ligue d'Augsbourg, devenant lieutenant-colonel du Somerset Light Infantry. Lors de l'accession de la reine Anne, il est remplacé par Montagu Venables-Bertie en tant que connétable de la tour et reçoit le poste de colonel d'un nouveau régiment d'infanterie .
Il est décédé le 31 janvier 1705; la baronnie de Lucas s'éteint avec lui, tandis que le commandement de son régiment est confié au lieutenant-colonel Hans Hamilton. Richard Steele, alors capitaine de son régiment, laisse une épitaphe faisant l'éloge du personnage.